# Montgolfiade

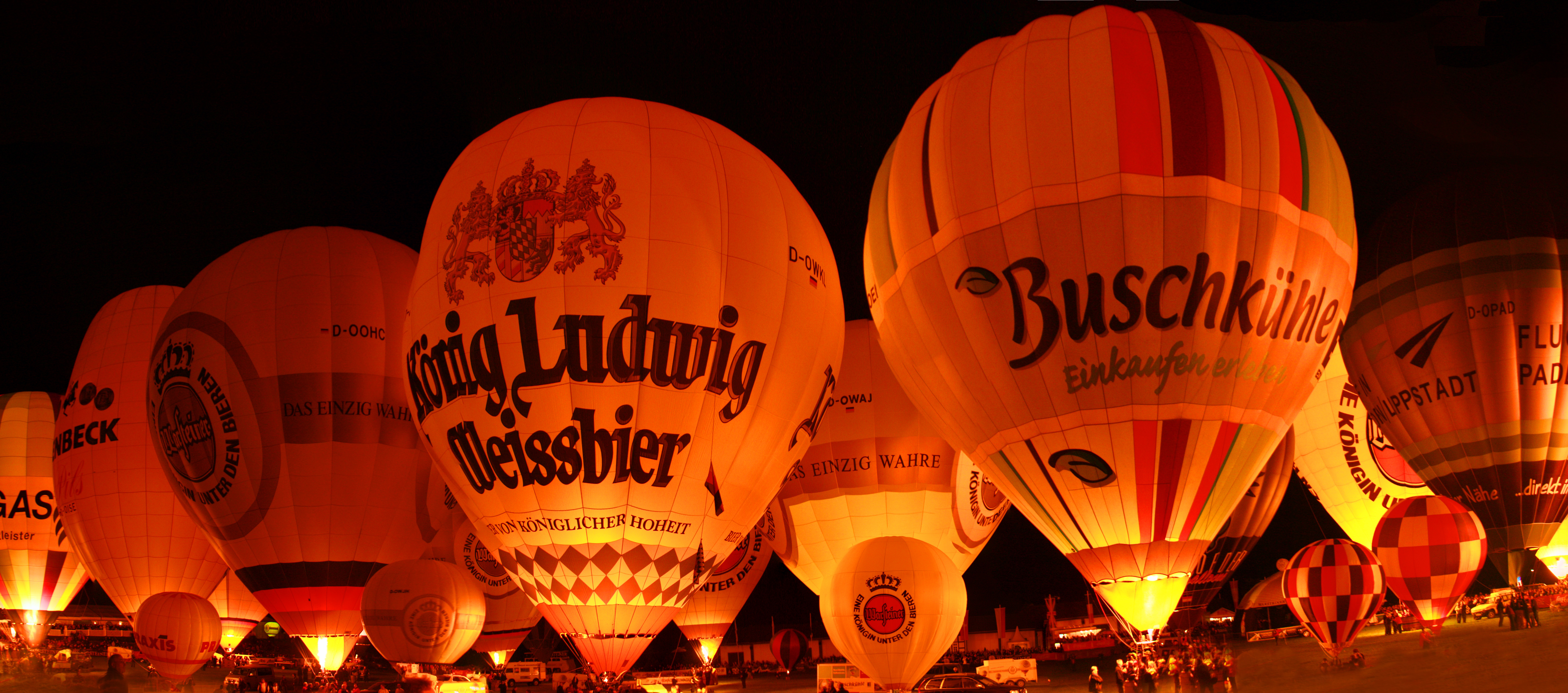
Ballonglühen/Night Glowing

Als Montgolfiade werden Heißluftballon-Treffen bezeichnet. An oft mehreren aufeinanderfolgenden Tagen werden verschiedene Wettbewerbe zwischen den einzelnen Ballonteams ausgetragen: Zielanflug, Zeitfahrten und weitere. Es besteht oft die Möglichkeit, als Passagier im Ballon mitzufahren und eine Art Ballonpost aufzugeben. In der Dämmerung findet häufig ein sogenanntes Ballonglühen statt. Der Name Montgolfiade leitet sich von den Brüdern Montgolfier ab, die als Erste einen Heißluftballon konstruierten.
Bekannte Montgolfiaden sind:
- Thüringer Montgolfiade in Heldburg
- Bad Homburger Montgolfiade
- Barnstorfer Ballonfahrer-Festival (BBFF)
- Ballonfestival Bonn
- Mondial Air Ballons, in Chambley bei Metz, Frankreich (die größte Montgolfiade in Europa alle zwei Jahre)
- Festival International de Ballons, Château-d’Oex, Schweiz
- Düsseldorfer Ballonfestival
- Dreikönigstreffen in Kißlegg
- Saxonia International Balloon Fiesta in Mügeln, Sachsen
- Montgolfiade Münster
- Sint-Niklaas, Belgien
- Tegernseer Tal Montgolfiade
- Warsteiner Internationale Montgolfiade